# Thần thoại Lưỡng Hà

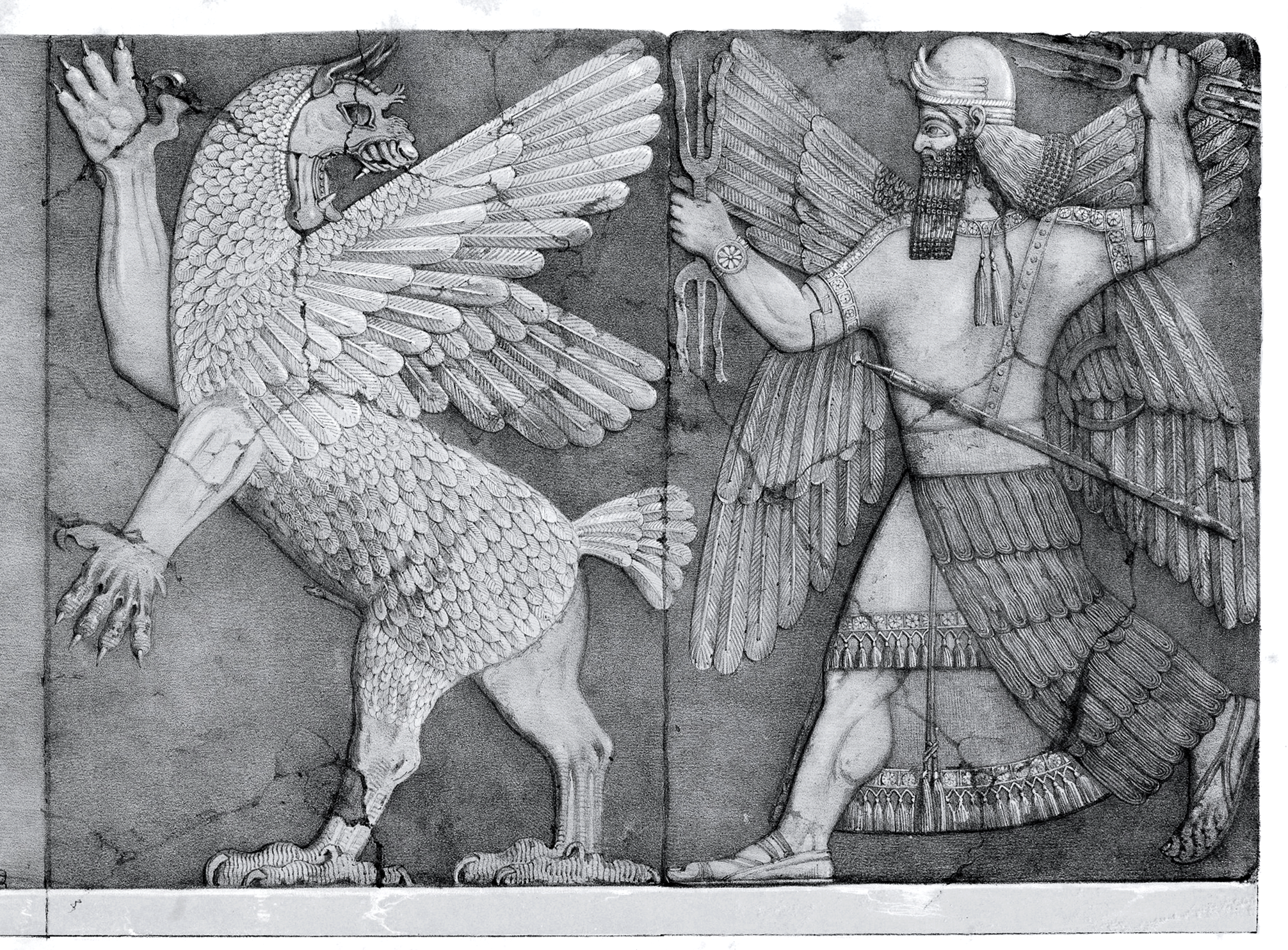
Thần thoại Lưỡng Hà

Thần thoại Lưỡng Hà bao gồm các thần thoại, văn bản tôn giáo và các tác phẩm văn học khác đến từ khu vực Lưỡng Hà cổ đại ở Tây Á ngày nay, cụ thể là các xã hội người Sumer, Akkad và Assyria, tồn tại khoảng sau năm 3000 TCN và phần lớn đã biến mất vào năm 400 CN. Những tác phẩm này chủ yếu được lưu giữ trên các phiến đá hoặc phiến đất sét và được viết bằng chữ hình nêm bởi các kinh sư. Một số tác phẩm dài còn tồn tại được coi là những truyền thuyết lâu đời nhất trên thế giới như Sử thi Gilgamesh hay Atra-Hasis, đã giúp các nhà sử học có cái nhìn sâu sắc về tư tưởng và thế giới quan của Lưỡng Hà cổ đại.

## Huyền thoại sáng tạo
Có nhiều truyền thuyết sáng thế khác nhau ở khu vực Lưỡng Hà, nguyên nhân là do có nhiều nền văn hóa khác nhau trong khu vực và các câu chuyện hay bị thay đổi do phương thức truyền miệng. Những huyền thoại này có thể có chung một chủ đề liên quan, nhưng khác nhau về dòng sự kiện, phụ thuộc vào thời gian hoặc địa điểm câu chuyện được viết lại.

### Atra-Hasis
Atra-Hasis vừa để chỉ một trong những huyền thoại sáng thế Lưỡng Hà, vừa để chỉ nhân vật chính trong huyền thoại đó. Huyền thoại có thể có nguồn gốc Assyria, vì một phiên bản bị vỡ có thể đã được tìm thấy trong thư viện của Ashusbanipal, mặc dù các bản dịch vẫn không chắc chắn. Phiên bản còn lại hoàn chỉnh nhất của nó được ghi lại bằng tiếng Akkad. Truyền thuyết bắt đầu với việc con người được tạo ra bởi mẫu thần Mami để giúp các vị thần bớt khối lượng công việc. Bà tạo ra họ từ hỗn hợp đất sét, thịt và máu từ một vị thần bị hiến tế. Sau đó, thần Enlil cố gắng kiểm soát sự tăng dân số quá mức thông qua nhiều cách thức khác nhau, bao gồm nạn đói, hạn hán và cuối cùng là một trận đại hồng thủy. Nhân loại được cứu bởi Atrahasis, người đã được thần Enki cảnh báo về trận lụt và đóng một chiếc thuyền để thoát khỏi vùng nước, cuối cùng đã xoa dịu các vị thần bằng việc hiến tế.

### Eridu Gensis
Eridu Gensis có cốt truyện tương tự như huyền thoại Akkad, Atra-Hasis, mặc dù khó có thể nói chính xác các tình tiết trong Eridu Gensis vì phiến đất sét ghi chép nó đã bị hư hỏng nặng. Tuy nhiên, hai câu chuyện có điểm chung là trận đại hồng thủy, mặc dù người anh hùng sống sót ở Eridu Gensis được gọi là Zi-ud-sura thay vì Artahasis. Eridu Gensis được ghi lại cùng thời với Atra-Hasis, tuy nhiên các phiến đất sét vỡ được tìm thấy ở Nippur, nằm ở phía đông Iraq ngày nay, trong khi phiên bản của Atra-hasis đến từ thư viện Ashurbanipal cùng thời gian đó, ở miền bắc Iraq ngày nay.

### Enûma Eliš
Enûma Eliš (cũng được đánh vần là Enuma Elish) là một huyền thoại sáng tạo của người Babylon, có thể có từ thời đại đồ đồng. Tác phẩm này được cho là được sử dụng trong một nghi lễ đón năm mới của người Babylon. Nó ghi lại sự ra đời của các vị thần, thế giới và con người, với mục đích phục vụ các vị thần. Trọng tâm của câu chuyện là ca ngợi Marduk, vị thần bảo trợ của Babylon, người tạo ra thế giới, lịch và nhân loại.

### Enmerkar và Lãnh chúa Aratta
Enmerkar và Lãnh chúa Aratta là một huyền thoại Sumer, bao gồm các bản sao đầu thời kỳ Hậu-Sumer được bảo tồn, sáng tác vào thời Tân Sumer (khoảng thế kỷ 21 TCN), nằm trong loạt truyện kể về những cuộc xung đột giữa Enmerkar, vua của Unug-Kulaba (Uruk) và vị vua không rõ tên của Aratta (có thể thuộc Iran hoặc Armenia hiện đại). Câu chuyện đưa ra cách giải thích của người Sumer về "sự đa dạng của ngôn ngữ" và nhắc đến việc xây dựng các đền thờ tại Eridu và Uruk nên thường được so sánh với câu chuyện Tháp Babel trong Sáng thế ký.

## Sử thi anh hùng
Những câu chuyện này có xu hướng tập trung vào một anh hùng vĩ đại, dõi theo hành trình của họ thông qua các thử thách hoặc những sự kiện quan trọng trong cuộc sống của họ. Những câu chuyện như thế này có thể được tìm thấy ở nhiều nền văn hóa khác nhau trên thế giới, và thường đưa ra cái nhìn sâu sắc về các giá trị của những xã hội đó. Ví dụ, trong một nền văn hóa tôn vinh một anh hùng tôn kính các vị thần hay tôn trọng cha của họ, có thể suy ra rằng xã hội này coi trọng những đặc điểm đó.

### Sử thi Gilgamesh
Sử thi Gilgamesh là một trong những huyền thoại Lưỡng Hà nổi tiếng nhất, và thường được coi là tác phẩm văn học lâu đời nhất được biết đến trên thế giới. Ban đầu nó là một số câu chuyện ngắn riêng lẻ, và không được kết hợp thành một sử thi liền mạch cho đến thế kỷ 18 TCN. Câu chuyện kể về vị vua Sumer Gilgamesh, thường được cho là nhân vật có thật trong lịch sử, và người bạn thân Enkidu qua nhiều cuộc phiêu lưu và chinh phục, cuối cùng dẫn đến cái chết của Enkidu. Nửa sau của sử thi nói về nỗi đau khổ sau khi người bạn qua đời và hành trình đi tìm kiếm sự bất tử của Gilgamesh. Sau cùng, anh thất bại và chấp nhận sự thật rằng mình sẽ phải chết, và quay về trị vì Uruk như một vị vua tài đức.

### Huyền thoại về Adapa
Ghi chép sớm nhất về huyền thoại Adapa là từ thế kỷ 14 TCN. Adapa là một công dân Sumer được thần Enki ban phước với trí thông minh siêu việt. Tuy nhiên, một ngày nọ, Adapa bị gió nam quật ngã xuống biển và trong cơn thịnh nộ, anh đã bẻ gãy đôi cánh của gió nam để nó không còn thổi dược nữa. Adapa bị triệu đến để An xét xử, và trước anh đi, Enki cảnh báo anh không được ăn hay uống bất cứ thứ gì được mời. Sau đó, An cảm thấy mềm lòng khi nhận ra Adapa thông minh đến mức nào, và ban cho anh ta thức ăn bất tử, nhưng Adapa từ chối cho đã hứa với Enki, đã từ chối. Câu chuyện này được sử dụng như một lời giải thích cho sự sống hữu hạn của loài người, được cho là có liên quan tới câu chuyện về sự sa ngã của con người trong truyền thuyết Kitô giáo.